# Osasco Voleibol Clube
Maillots
Vôlei Nestlé, de son vrai nom Osasco Voleibol Clube, est un club brésilien de volley-ball fondé en 1993 et basé à Osasco qui évolue pour la saison 2017-2018 en Superliga feminina.

## Historique
- BCN/Guarujá (1993-1996)
- BCN/Osasco (1996-2003)
- Finasa/Osasco (2003-2009)
- Sollys/Osasco (2009-2011)
- Sollys/Nestlé (2011-2013)
- Molico/Nestlé (2013-2015)
- Vôlei Nestlé (2015-2018)
- Osasco-Audax (2018-...)

## Palmarès
- Championnat sud-américain des clubs  (4)
  - Vainqueur : 2009, 2010, 2011, 2012.
  - Finaliste : 2014, 2015.
- Championnat du Brésil (5)
  - Vainqueur : 2003, 2004, 2005, 2010, 2012
  - Finaliste : 1994, 1995, 1996, 2002, 2006, 2007, 2008, 2009, 2011, 2013, 2015, 2017.
- Top Volley International féminin (2)
  - Vainqueur : 2004, 2014.
- Salonpas Cup (4)
  - Vainqueur : 2001, 2002, 2005, 2008
  - Finaliste : 2004, 2006, 2007
- Coupe du Brésil (3)
  - Vainqueur : 2008, 2014[3]2018[4]
  - Finaliste  : 2007.
- Championnat du monde des clubs
  - Vainqueur : 2012
  - Finaliste : 2010, 2014[5]
- Supercoupe du Brésil
  - Finaliste : 2018.
- Championnat Paulista (15)
  - Vainqueur : 1994, 1996, 2001, 2002, 2003, 2004, 2005, 2006, 2007, 2008, 2012, 2013, 2014, 2015, 2016

## Joueurs et personnalités du club

### Joueuses célèbres
- Marianne Steinbrecher
- Valeska Menezes
- Carol Gattaz
- Virna Dias
- Fernanda Venturini
- Arlene Xavier
- Jaqueline Carvalho
- Érika Coimbra
- Destinee Hooker